# Alfie Mawson
Alfie Robert John Mawson, född 19 januari 1994, är en engelsk fotbollsspelare.

## Klubbkarriär
Den 2 augusti 2018 värvades Mawson av Fulham, där han skrev på ett fyraårskontrakt. Den 6 september 2020 lånades Mawson ut till Bristol City på ett säsongslån.